# Charles Marion
Charles Léonce Pierre Marion  (ur. 14 stycznia 1887 w Saint-Germain-en-Laye, zm. 16 listopada 1944 w Annecy) – francuski jeździec sportowy. Trzykrotny medalista olimpijski. Nosił tytuł barona.
Startował w konkurencji ujeżdżenia. Brał udział w dwóch igrzyskach (IO 28, IO 32), na obu zdobywał medale. Dwukrotnie był drugi w konkursie indywidualnym, a w 1932 dodatkowo zwyciężył w drużynie. Partnerowali mu André Jousseaume i Xavier Lesage.
Marion był generałem w armii współpracującej z III Rzeszą Francji Vichy. 16 listopada 1944 został porwany przez partyzantów Francuskich Sił Wewnętrznych i zlikwidowany za kolaborację.